# Seketi (Ngadiluwih)
Seketi is een bestuurslaag in het regentschap Kediri van de provincie Oost-Java, Indonesië. Seketi telt 3442 inwoners (volkstelling 2010).